# Pécs tömegközlekedése

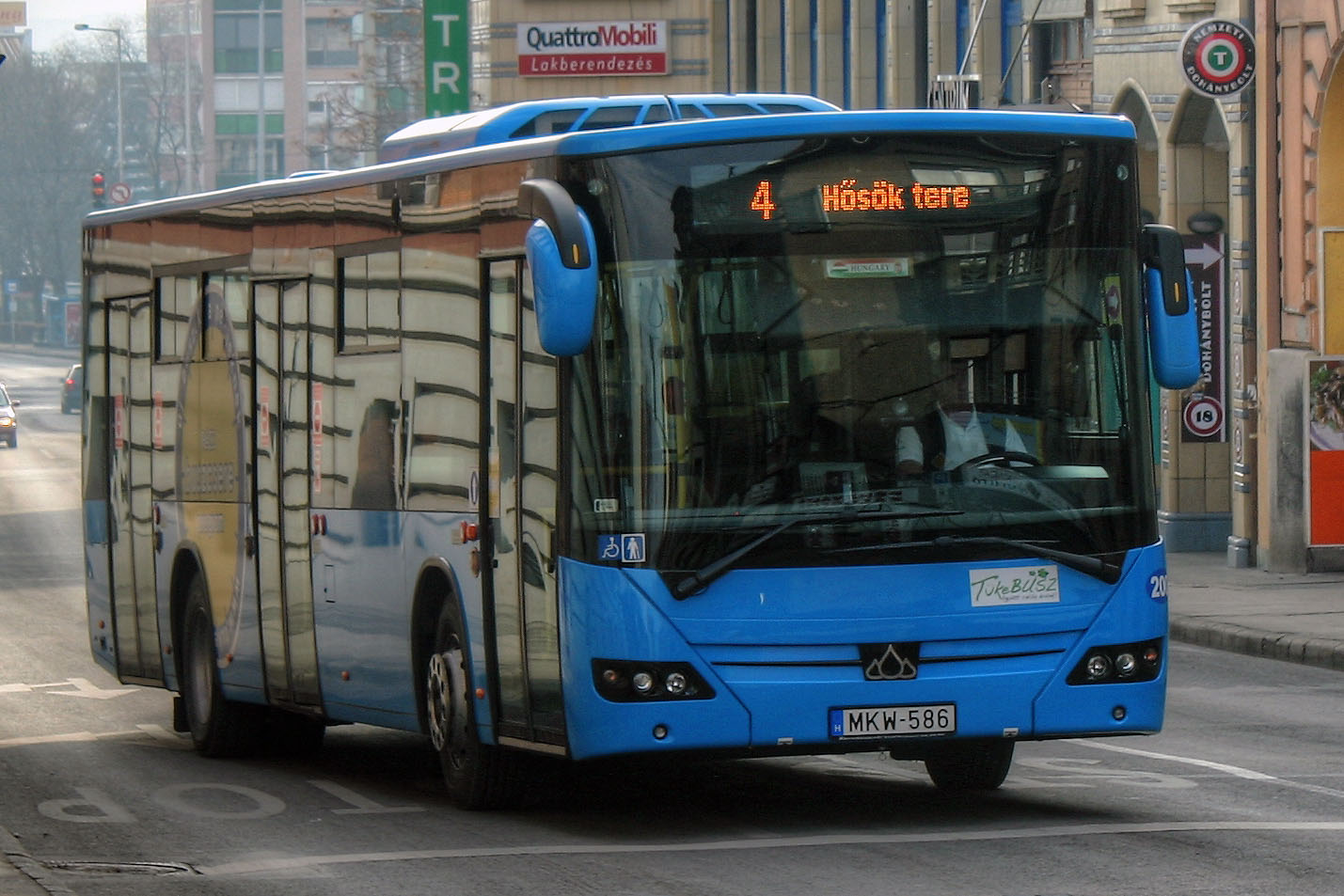
Credo Citadell 4-es jelzéssel

Pécs tömegközlekedését 2012 óta a városi tulajdonú Tüke Busz Zrt. autóbuszai biztosítják. 47 éven keresztül villamosforgalom is létezett, ám 1960-tól kizárólag autóbuszokat vehetnek igénybe az utazók. Az egyre növekvő gépkocsi-forgalom miatt sürgetővé vált egy korszerűbb városrendezési terv.

## Történelem

### A pécsi villamos története
A villamost Pécsett nem előzte meg sem ló-, sem gőzvasút. A villamosközlekedés 1913. október 20-án indult meg három vonalon. 1960-ban a korszerűtlennek ítélt villamosközlekedést felszámolták, szerepét az autóbusz vette át.

### A pécsi autóbuszjárat története

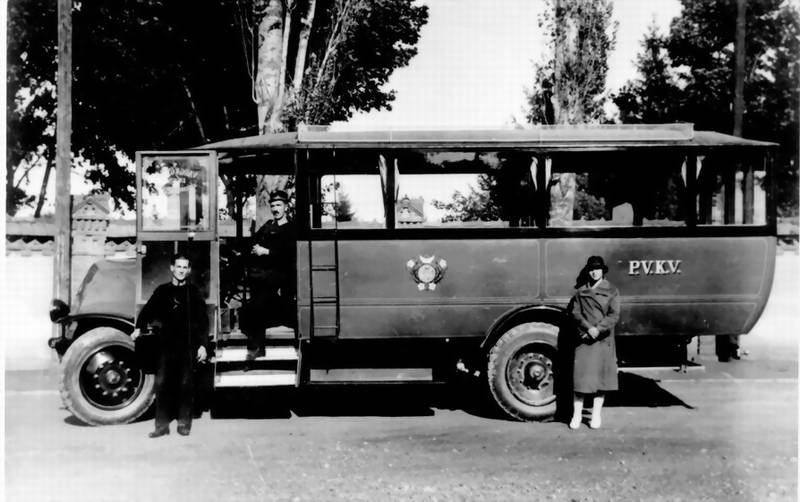
Autóbusz a pécsi temetőnél

1926. augusztus 19-én indult el az első pécsi autóbuszjárat. Ekkor a város címerével díszített, 2 darab 47 lóerős, 25 bőrüléssel ellátott Renault gyártmányú busz (karosszériája Varga Gyula kocsigyártó pécsi karosszéria-műhelyében készült el) állt szolgálatba a Széchenyi tér és a központi temető közötti útvonalon. A menetrend szerinti közlekedés üzemideje reggel 6 óra 45 perctől este fél nyolcig tartott. Az autóbuszok minden egynegyed és háromnegyed órában indultak a Széchenyi térről, végállomásukról pedig minden fél és egész órakor indultak vissza. A pécsi közönség hamar megszerette a villamosnál jóval gyorsabb és kényelmesebb autóbuszokat. 1926-ban még csak kevesen gondolták úgy, hogy az autóbusz-közlekedés beindítása a villamosok végóráit fogja majd jelenteni.
Pécsett a jelenlegi autóbuszflotta vegyes képet mutat. A korszerűbb típusok főleg a belvárosban közlekednek, a külvárosi és a kevésbé sűrű járatokon előfordulnak régebbi kocsik. A buszok oldalán, mint hasonló nagyvárosokban, hatalmas reklámok vonják magukra a közlekedők figyelmét.

### A gépkocsi-közlekedés kezdetei Pécsett
Pécs kanyargós, szűk utcáit lassan száz éve járja gépkocsi, mégpedig a postaforgalom jóvoltából. A korabeli újságok feljegyezték, hogy az első két postakocsit 1910. március 25-én hozták le Budapestről Pécsre. A csomagokat amúgy még lovas kocsi kézbesítette, a leveleket triciklivel hordták ki a postások. Az 1910-es években a városban még nagy újdonság volt a gépkocsi. A város jómódúbb polgárai akkoriban még fiákerekkel és konflisokkal közlekedtek.

### A bányászjáratok
Pécs városa sokáig a szén- és uránbányáiról volt nevezetes. A a szomszédos Komlóval együtt a Mecsek hegyvidékén három nagyobb szénbányászati terület üzemelt: a pécsbányai (András-akna, Széchenyi-akna), a mecsekszabolcsi (Béke-akna, majd István-akna) és a vasasi.
A második világháború előtt csak a pécsbányai rész tartozott Pécshez. Autóbusz ide már 1929-től járt. Buszjárat a község határát érintve 1939-től volt. Vasas szintén önálló község volt, buszközlekedés ide nem volt. A háború előtt nem volt jellemző a bányászok busszal való eljuttatása a munkahelyükre. A bányász kolóniák a bányaüzemek közelében létesültek, így a bányászok a munkahelyüket gyalog közelítették meg. A világégést követően Pécs környékén a bányaüzemekben a kitermelést jelentősen növelték, új aknákat nyitottak. A szocialista munkaverseny keretében minden évben fokozták a kitermelést. Egyre több embernek adott munkát a bányászat. 1956-tól a Petőfi-aknai vonalon, majd 1957-től a Hősök terei járat meghosszabbításaként István- és Béke-aknai vonalon is megindul a menetrend szerinti személyszállítás. Az 1960-ban bevezetett új menetrend a bányaüzemek felé gyakori követésű és sokféle útvonalú járatokat tartalmazott. 
1964 augusztusában Béke-aknán befejeződött a termelés és Széchenyi-aknára helyeződött át a munka. 1969 októberétől a Budai állomásról indult a bányászjáratok nagy része, kivéve a pécsbányai járatokat, ezek a Főpályaudvarról indultak. Majd a hetvenes évek elejétől megindult az M12-es közvetlen járat Újmecsekalja (ma Uránváros) és István-akna között. A nyolcvanas évek elejétől Lvov-kertváros (1991-től Megyer) kiépülésével erről a városrészből is indult munkásjárat az István-aknára (M12X és M12Y). Ekkorra tehető Petőfi-aknán a termelés felfutása és ide is M-es járatokat indultak: M14, Újmecsekalja–Petőfi-akna, M14A és M14B, Nevelési Központ – Petőfi-akna.
A kilencvenes évek első felében, több ütemben összevonták, majd megszüntették a bányászjáratokat (M83, M85, M86, M87 és M88 megszűnés: 1991, M82 és M84 megszűnés: 1995. június).
Pécs környékén, Kővágószőlős határában, 1954-ben próbafúrások alkalmával uránércet találtak. Az 1957-től már az első üzemben beindult a kitermelés. A munkások szállítását eleinte a helyi közlekedési cég (PKV) végezte, de eszköz híján az AKÖV-nek adta át a feladatot és mindvégig a távolsági üzem végezte azt. Az urán kitermelésében ugyanúgy, mint a szénnél az 1970-es években volt tapasztalható egy nagy arányú termelés felfutás, amely az 1980-as évek közepén tetőzött, majd a rendszerváltás után hanyatlani kezdett. Pécsett és környékén gyakorlatilag 1995-ben megszűnt a szén- és az uránbányászat. Ez alól csak a pécsbányai külfejtés a kivétel napjainkban, itt feketeszenet termelnek ki.

### Pécsi Közlekedési Zrt.
1993-ban vált ki a Pannon Volánból a Pécsi Tömegközlekedési Rt. néven a helyi közlekedést biztosító üzletág. A flotta ekkor 50 db Ikarus 260-as szóló, 106 db 280-as és 3 db 284-es csuklós járműből, valamint két 415-ös prototípusból állt. Még 1993 telén érkezett 10 új 415-ös, 1994-ben 4 db 280-as, 1995-ben 10 újabb 415-ös, 5 db 435-ös és egy 260-as, majd 1996-ban egy 246-os – ez utóbbi a legfiatalabb pécsi Ikarus. A következő buszvásárlásra 1999-ig kellett várni, amikor 2 szóló és 20 csuklós Mercedes-Benz Conecto O345 érkezett, innentől 2006-ig összesen 23 szóló és 64 csuklós Conecto, 5 alacsonypadlós szóló Mercedes-Benz Citaro és egy Mercedes-Benz Vario midibusz érkezett, Magyarországon az elsők között indult be Pécsett a mozgáskorlátozottak tömegközlekedésének biztosítása.
2002-ben a korábbi tulajdonosi szerkezet átalakítása után a cég Pécs Megyei Jogú Város tulajdonába került. 2003-ban a neve Pécsi Közlekedési Rt.-vé alakult, innentől kezdve a korábbi kék-fehér helyett kék-sárga színű autóbuszok érkeztek. 2006 után az éves Mercedes-vásárlások abbamaradtak, és a cég több buszt nem is vásárolt.
A pécsi vagyonkezelő Pécs Holding Zrt. 51 és a Mecsekbusz Kft. 49 százalékos tulajdonában lévő PK Zrt. 2009. január 20-án 2,2 milliárd forint plusz áfáért eladta mintegy 150 buszból álló járműparkját a PK Zrt. és az LL Bus Kft. által létrehozott PK Busrent Kft.-nek, majd rögtön 148 busz tízéves bérletére kötöttek szerződést – évi 2,1 milliárd forint bérleti díjért – úgy, hogy előre kifizettek 2 milliárd forintot, úgynevezett rendelkezésre állási díj gyanánt.
A PK Zrt. a Nemzeti Adó- és Vámhivatal felé majdnem 800 millió forintos tartozást halmozott fel (443 millió forint be nem fizetett áfa, ezért további 221 milliós bírság és 100 millió forint feletti késedelmi pótlék), valamint további 200 millió forint körüli összegű hiteltartozása is felgyülemlett.

## Szolgáltató
A város gazdasági bizottsága 2012 februárjában kidolgozott javaslata alapján a közösségi közlekedést a 100%-ban önkormányzati tulajdonú Tüke Busz Zrt. vette át, az előterjesztést egy hónappal később a közgyűlés is elfogadta. A Tüke Busz Zrt. a város Uránváros nevű részén üzemelteti a városrész nevét viselő autóbusz-állomását, mely a Siklósi városrészben, a vasútállomás előtt elhelyezkedő Főpályaudvar autóbusz-megállóhellyel, a Budai Állomással és a Kertvárossal együtt a helyi tömegközlekedés legfontosabb terminálja.
2012 októberében a város új tömegközlekedési cége, a Tüke Busz Zrt. a Pécs és Térsége Közösségi Közlekedéséért Egyesülettel karöltve egy hosszú autóbuszvonalakból álló, a kényszerű átszállások számát mintegy harmadával csökkentő hálózat bevezetését helyezte előtérbe. A járatreform a 2014 februári menetrend-váltással lépett életbe. A peremterületek lakossága kényelmesebben, átszállás nélkül juthat el a belvárosba, így a város centrális jellegét erősítve, legfeljebb egy átszállással el lehet jutni Pécs egyik végéből a másikba. Az intézkedés jelentős nemzetgazdasági és helyi szinten is érvényesülő megtakarítást ért el, továbbá hozzájárult az utasszám tendenciózus növekedéséhez.

## Járműpark

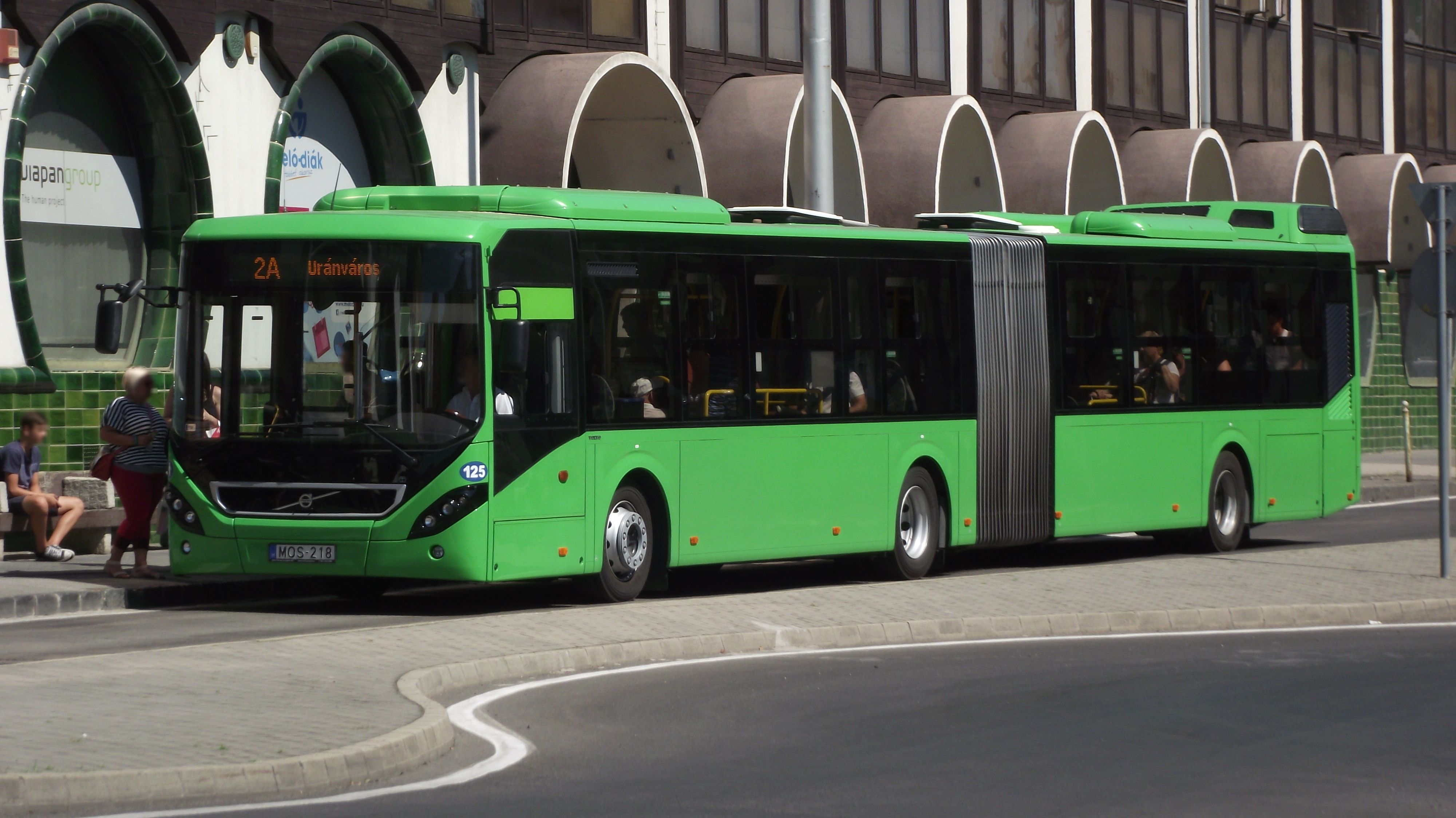
Volvo 7900A 2A jelzéssel

Pécs közösségi közlekedését jelenleg összesen 209 autóbusz szolgálja ki.
- 19 darab Mercedes-Benz Conecto G (csuklós) beszerzés: 1999–2006
- 8 darab Credo Citadell 12 (szóló) beszerzés: 2013
- 1 darab Credo Econell 12 City (szóló) Rendszám: MMT-413, beszerzés: 2013
- 5 darab Volvo 7900A (csuklós) Rendszám: MOS-215-219, beszerzés: 2014
- 69 darab Volvo 7700 (szóló) beszerzés: 2015
- 38 darab Volvo 7700A (csuklós) beszerzés: 2015
- 10 darab BYD K9UB (szóló) beszerzés: 2020
- 8 darab  Mercedes-Benz eCitaro (szóló) Rendszám: AA HB-314-321, beszerzés: 2022

## Vonalak

### Nappali vonalak

Pécs nyári útvonalhálózata 2014-ben

Pécs őszi útvonalhálózata 2014-ben

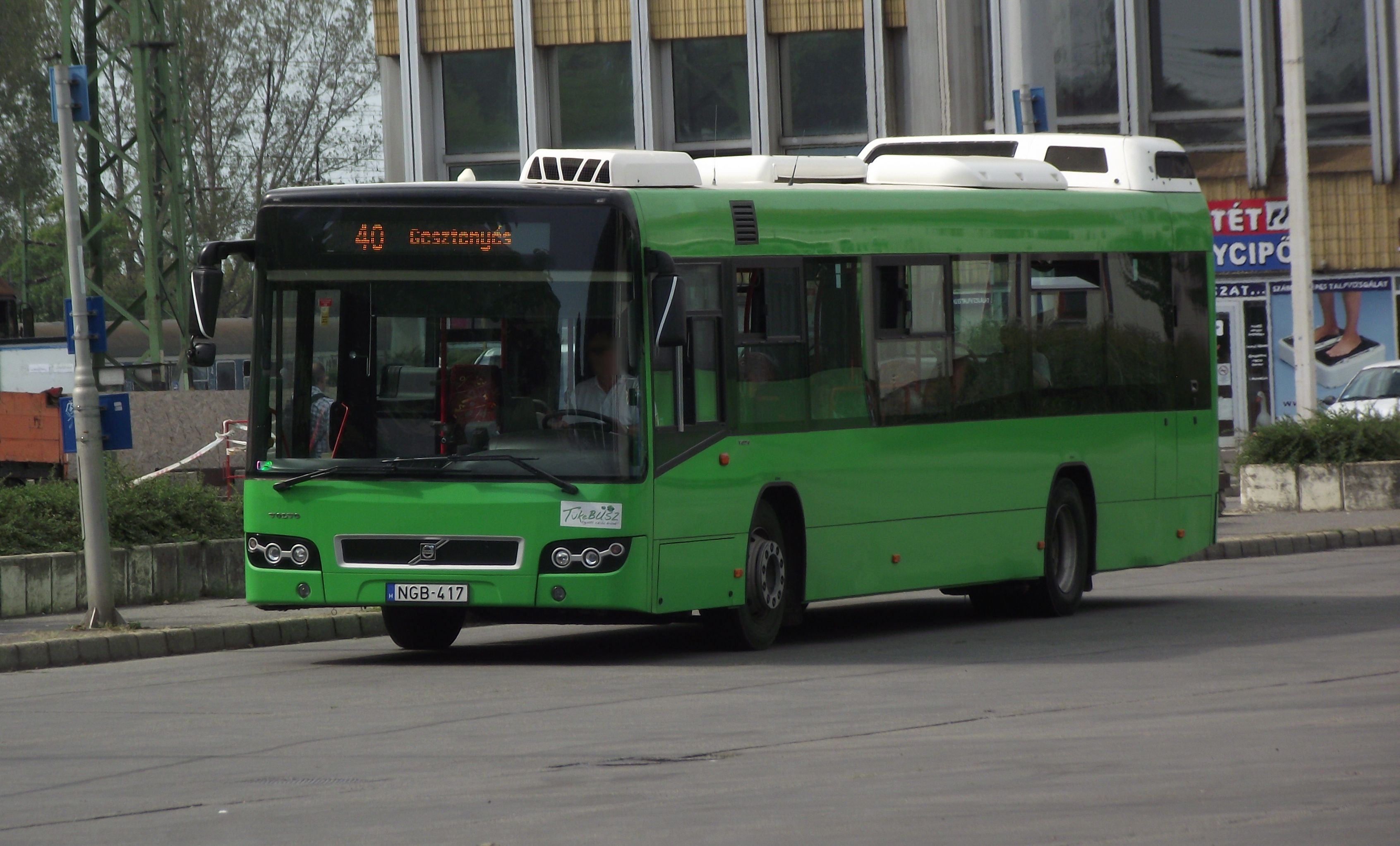
Volvo 7700 a Főpályaudvaron

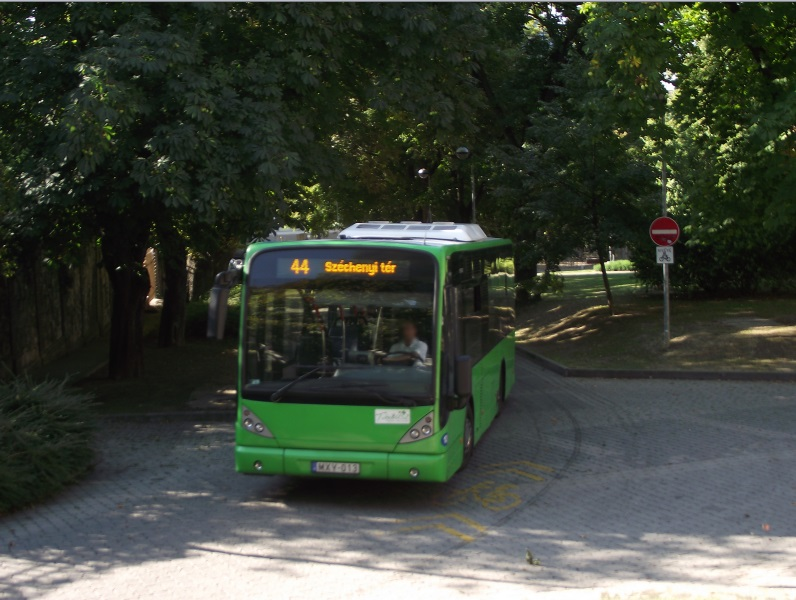
Van Hool midi busz a 44-es járaton

- 1: Uránváros – Csontváry utca – Uránváros
- 2: Uránváros – Árkád – Mecsekszabolcs
- 2A: Uránváros – Árkád – Fehérhegy (–Hősök tere forduló)
- 3: Kertváros – Sarolta utca – Ipar utca – Árkád – Sarolta utca – Kertváros
- 3E: Kertváros – Főpályaudvar (gyorsjárat)
- 4: Uránváros – Árkád – Hősök tere forduló / Árpádtető / Gesztenyés / István-akna / Széchenyi-akna
- 4Y: Uránváros – Árkád – Újhegy
- 6: Kertváros – Krisztina tér – Ipar utca – Árkád – Krisztina tér – Kertváros
- 7: Főpályaudvar – Árkád – Csontváry utca – Malomvölgyi út
- 7Y: Főpályaudvar – Árkád – Csontváry utca – Málom – Malomvölgyi út
- 8: Fagyöngy utca – Krisztina tér – Ipar utca – Árkád – Krisztina tér – Fagyöngy utca
- 12: Budai Állomás – Hősök tere – István-akna
- 13: Főpályaudvar – Árkád – Budai Állomás – Hird, Harangláb utca
- 13E: Főpályaudvar – Hird, Harangláb utca (gyorsjárat)
- 13Y: Főpályaudvar – Árkád – Budai Állomás – Somogy – Hird, Harangláb utca
- 14: Főpályaudvar – Árkád – Budai Állomás – Petőfi-akna
- 14Y: Főpályaudvar – Árkád – Budai Állomás – Somogy – Petőfi-akna
- 15: Főpályaudvar – Árkád – Budai Állomás – Somogy – István-akna
- 16: Budai Állomás – Finn utca
- 20: Főpályaudvar – Árkád, autóbusz-állomás (– Finn utca / Alexandra / Francia utca) – Hőerőmű
- 21: Uránváros – Árkád, autóbusz-állomás (– Finn utca / Alexandra / Francia utca) – Baromfifeldolgozó
- 21A: Uránváros – Árkád, autóbusz-állomás – Hőerőmű
- 22: (Fagyöngy utca –) Kertváros – Autóbusz-állomás – Uránváros – Nagydeindol
- 23: (Fagyöngy utca –) Kertváros – Autóbusz-állomás – Uránváros – Deindol
- 23Y: (Fagyöngy utca –) Kertváros – Autóbusz-állomás – Uránváros – Deindol – Nagydeindol
- 24: (Fagyöngy utca –) Kertváros – Autóbusz-állomás – Uránváros – Mecsekszentkút
- 25: Budai Állomás – Árkád – Uránváros – Benczúr Gyula utca
- 25A: Uránváros – Bázis út / Tettye Forrásház
- 26: Budai Állomás – Árkád – Uránváros – II-es rakodó
- 27: Benczúr Gyula utca – Uránváros – Árkád – Gesztenyés
- 27Y: II-es rakodó – Benczúr Gyula utca – Uránváros – Árkád – Dózsa György utca – Gesztenyés
- 28: II-es rakodó – Uránváros – Árkád – Lámpásvölgy
- 28A: Lámpásvölgy – Árkád – Uránváros
- 28Y: Uránváros – Árkád – András utca – Lámpásvölgy
- 29: II-es rakodó – Uránváros – Árkád – Gyükés
- 30: Főpályaudvar – Klinikák
- 30Y: Kertváros – Vásártér – Főpályaudvar – Klinikák
- 31: Főpályaudvar – MTA-székház – Tettye, Havihegyi út
- 32: Főpályaudvar – MTA-székház – Főpályaudvar
- 32Y: Főpályaudvar – Tettye, Havihegyi út – MTA-székház – Főpályaudvar
- 33: Főpályaudvar – Árkád – Tettye, Havihegyi út
- 34: Főpályaudvar – Barbakán – Dömörkapu
- 34Y: Főpályaudvar – Barbakán – MTA-székház – Dömörkapu
- 35: Főpályaudvar – Barbakán – Misinatető
- 35Y: Főpályaudvar – Barbakán – MTA-székház – Misinatető
- 36: Főpályaudvar – MTA-székház – Bálicstető
- 37: Főpályaudvar – Petőfi utca – Donátus
- 38: Főpályaudvar – Árkád – Lámpásvölgy
- 38Y: Főpályaudvar – Árkád – András utca – Lámpásvölgy
- 39: Főpályaudvar – Árkád – Gyükés
- 40: Főpályaudvar – Árkád – Gesztenyés
- 41: Főpályaudvar – Árkád, autóbusz-állomás – Árpádváros – Rovitex
- 41E: Rovitex – Főpályaudvar (gyorsjárat)
- 41Y: Főpályaudvar – Árkád, autóbusz-állomás – Nagyárpád – Rovitex
- 42: Főpályaudvar – Árkád, autóbusz-állomás – Nagyárpád
- 42Y: Főpályaudvar – Árkád, autóbusz-állomás – Nagyárpád – Árpádváros – Árkád, autóbusz- állomás – Főpályaudvar
- 43: Főpályaudvar – Árkád, autóbusz-állomás – Árpádváros – Nagyárpád – Rovitex
- 44: Főpályaudvar – Széchenyi tér – Főpályaudvar
- 46: Főpályaudvar – Vásárcsarnok – Petőfi utca – Bálicstető – Donátus – Petőfi utca – Vásárcsarnok – Főpályaudvar
- 47: Főpályaudvar – Petőfi utca – Donátus – Bálicstető – Petőfi utca – Főpályaudvar
- 51: Fagyöngy utca – Déri Miksa utca – Fagyöngy utca
- 52: Fagyöngy utca – Időjós út
- 55: Klinikák / Kertváros – Csontváry utca – Klinikák
- 60: (Újhegy –) Budai Állomás – Csontváry utca – Budai Állomás – Mecsekszabolcs
- 60A: (Hird Harangláb utca / István-akna –) Budai Állomás – Csontváry utca – Budai Állomás
- 60Y: Budai Állomás – Csontváry utca – Budai Állomás – Újhegy – Róka utca – Budai Állomás
- 61: Kertváros – Malomvölgyi út
- 62: Kertváros – Fagyöngy utca
- 73: Főpályaudvar – Árkád – Csontváry utca – Fagyöngy utca – Malomvölgyi út
- 73Y: Főpályaudvar – Árkád – Csontváry utca – Fagyöngy utca – Málom – Malomvölgyi út
- 82: István-akna – Somogy – Petőfi-akna
- 102: Uránváros – Árkád – Petőfi-akna
- 102Y: Uránváros – Árkád – Somogy – Petőfi-akna
- 103: Kertváros – Sarolta utca – Vásárcsarnok – Kórház tér – Klinikák
- 104: Uránváros – Árkád – Petőfi-akna / Somogy – István-akna
- 104A: Uránváros – Árkád – Hird, Harangláb utca
- 104E: Uránváros – Hird, Harangláb utca (gyorsjárat)
- 109E: Fagyöngy utca – Klinikák (gyorsjárat)
- 121: Uránváros – Árkád, autóbusz-állomás (– Finn utca / Alexandra / Francia utca) – Baromfifeldolgozó – Kertváros
- 140: Főpályaudvar – Árkád – Bártfa utca – Gesztenyés
- 142: Málom-hegyi út – Fagyöngy utca – Csontváry utca – Nagyárpád – Árpádváros – Csontváry utca – Fagyöngy utca

### Éjszakai vonalak
- 2: Uránváros – Árkád (– Hősök tere) – Mecsekszabolcs
- 2A: Uránváros – Árkád – Fehérhegy
- 913: Főpályaudvar – Árkád – Budai Állomás – Újhegy – Hird, Szövőgyár utca – Somogy – Budai Állomás – Árkád – Főpályaudvar
- 926: Uránváros – Soft Flow Kutatóközpont – Deindol – Uránváros
- 932: Főpályaudvar – Árkád – Barbakán (– Tettye, Havihegyi út / Bálicstető) – Donátus – MTA-székház – Barbakán – Főpályaudvar
- 940: Főpályaudvar – Árkád – Búza tér – Kórház – Szamárkút – Búza tér – Árkád – Főpályaudvar
- 941: Malomvölgyi út – Krisztina tér – Hőtávvezeték
- 973: Főpályaudvar – Árkád – Sarolta utca – Krisztina tér – Csontváry utca – Fagyöngy utca – Malomvölgyi út

## Jegyvásárlás
2020. április 29-e óta a Közlekedési Mobiljegy alkalmazás segítségével mobiltelefonnal is lehet jegyet venni. A fizetés bankkártyával történik.